# Кычкин, Егор Дмитриевич
Кычкин Егор Дмитриевич (род. 6 марта 1929 года в Мегино-Кангаласском улусе (районе) Якутии — 1999) — государственный, партийный и хозяйственный деятель Якутии.

## Биография
Родился 6 марта 1929 года в Мегино-Кангаласском улусе (районе) Якутии.
Начал учёбу в Дойдунской начальной школе. Окончил среднюю школу № 2 г. Якутска. Начал трудиться с 15 лет заведующим районной библиотекой в с. Майя.
В 1950 году окончил педагогический институт и был назначен секретарем комсомольского комитета пединститута, затем первым секретарем Якутского городского комитета комсомола.
В 1956 году был избран первым секретарем областной комсомольской организации. Возглавлял делегации якутского комсомола на XII и XIII съездах ВЛКСМ. На XIII съезде был избран членом Центрального комитета ВЛКСМ.
В 1959 году был избран первым секретарем Усть-Майского райкома КПСС, затем работал заведующим организационным отделом Якутского обкома КПСС.
С 1962 года — секретарь Индигирского сельскохозяйственного парткома, куда входили парторганизации восьми районов ЯАССР.
1964—1980 гг. — первый секретарь Томпонского райкома КПСС.
1980—1998 г. — заместитель генерального директора объединения «Якутгазпром».
Избирался депутатом Верховного Совета ЯАССР шести созывов.
Умер в 1999 году.

## Награды и звания
- Заслуженный работник народного хозяйства РС(Я). Почетный работник газовой промышленности СССР.
- Кавалер трех орденов «Знак Почета», кавалер ордена Трудового Красного знамени.
- Почетный гражданин Республики Саха (Якутия), Мегино-Кангаласского и Томпонского районов РС(Я).